# Rana Raslan

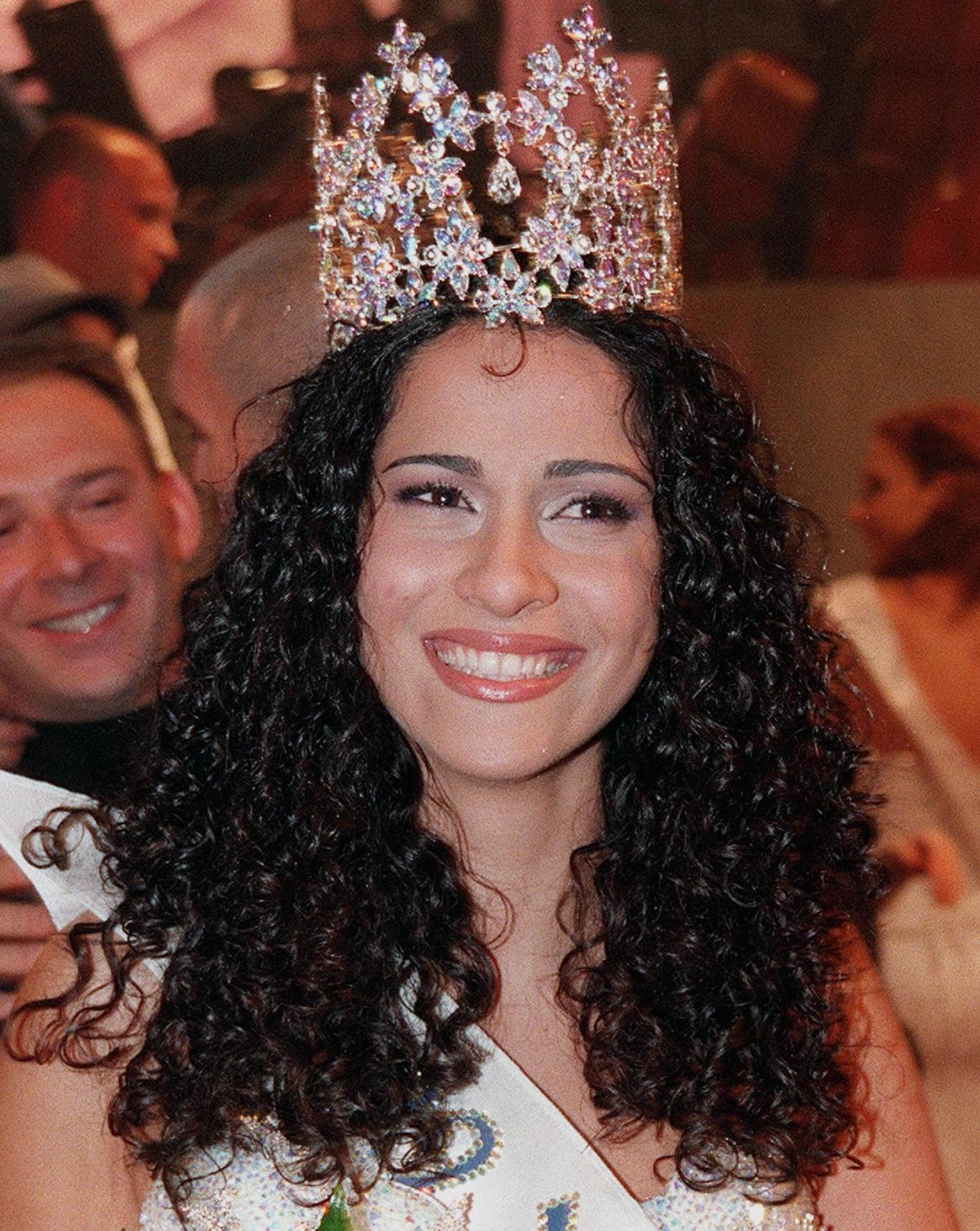
Rana Rasslan, 1999

Rana Raslan (hebräisch רנא רסלאן, arabisch رنا رسلان; * 1977 in Israel) ist eine ehemalige israelische Schönheitskönigin.

## Leben
Rana Raslan wuchs mit mehreren Geschwistern in einer säkularen Familie in Haifa auf. 1999 wurde die angehende Kindergärtnerin als erste arabische Israelin zur Miss Israel gewählt. Ihre Wahl löste großes Aufsehen in Israel und den arabischen Staaten aus. Jüdische Nationalisten kritisierten, dass eine Frau arabischer Herkunft Israel nicht repräsentieren könne, da Israel ein jüdischer Staat sei. Islamisten wiederum warfen ihr unislamisches Verhalten vor, da sie während des Schönheitswettbewerbs wie alle anderen einen Bikini getragen hatte. Und auch in der arabischen Welt wurde ihre Wahl als politischer Schachzug der israelischen Regierung kritisiert, Raslan als „Symbol für einen Frieden, den es nicht gibt“ zu benutzen. Raslan selbst nahm die Auszeichnung an mit den Worten:
„Mein Sieg ist ein weiterer Beweis, dass wir alle Menschen sind und dass wir hier zusammen leben können: Juden und Araber. [...] Schönheit hat keine Nationalität. Sie ist universell.“
Als Miss Israel trat Raslam 1999 bei der Wahl zur Miss Universe in Trinidad und Tobago an. Raslan beklagte die dabei vorgefallenen negativen Reaktionen seitens arabischer Wettbewerbsteilnehmerinnen und Juroren bei der Veranstaltung. Raslan kam bei der Wahl nicht in die vorderen Ränge.